# كنال 7
كنال 7 هي قناة إسلامية تركية تم إطلاقها في 27 يوليو 1994. تذيع القناة مسلسلات كورية وهندية.